# 田一甲
田一甲（？—？），號钟衡，晚號無無居士，四川重庆府忠州人，明朝政治人物。

## 生平
萬曆二十八年（1600年）庚子科四川鄉試舉人，万历二十九年（1601年）聯捷辛丑科進士，初授江西高安县知县，擢河南道監察御史。四十年奉命巡视京通二仓，四十六年巡按宣大。天启中以陕西按察司副使致仕。

## 家族
父田登年，号小泉，嘉靖三十八年進士，官至大理評事。子田华国，字素施，举人，崇禎中官雲南顺宁府通判。